# Pine Gap

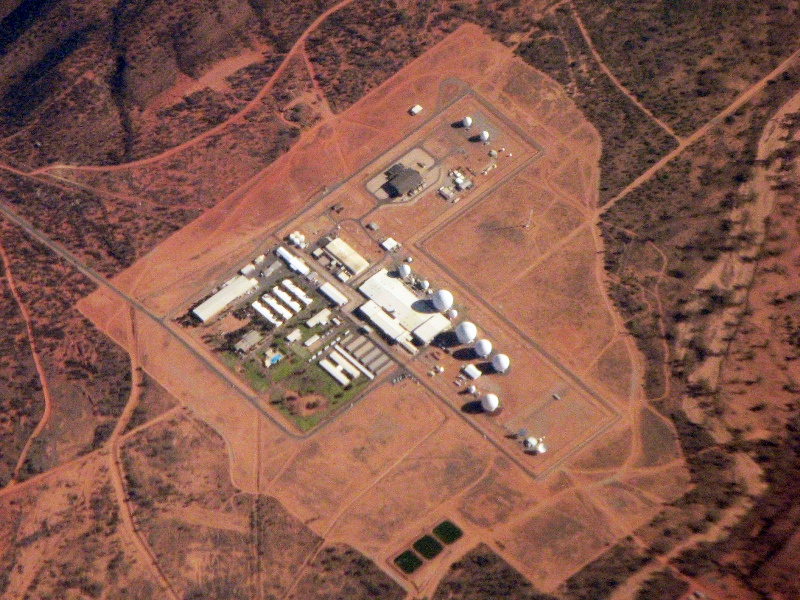
Satelitový snímek Pine Gap

Pine Gap (oficiálně Joint Defence Facility Pine Gap, zkráceně JDFPG) je běžně používaný název pro satelitovou základnu, která se nachází přibližně ve středu Austrálie, kousek od Alice Springs. Její poloha je strategicky významná, protože tato základna ovládá špionážní satelity Spojených států, které prolétají nad jednou třetinou zeměkoule včetně Číny, asijských částí Ruska a Středního východu. Střední Austrálie byla vybrána, protože byla příliš vzdálená pro špionážní lodě proplouvající v mezinárodních vodách, aby zachytily signál. Zařízení se stalo také klíčovou součástí místní ekonomiky.
Základna je výsledkem spolupráce mezi australským ministerstvem obrany a Agenturou pro pokročilé obranné výzkumné projekty Pentagonu. Špionážní základna řízená CIA shromažďuje data z amerických sledovacích satelitů na geosynchronní oběžné dráze nad rovníkem. Základnu společně provozují americké organizace Central Intelligence Agency (CIA), National Security Agency (NSA) a National Reconnaissance Office (NRO)
Základna je vybavená masivním počítačovým komplexem a několika radomovými kryty chránícími antény. Pracuje zde kolem 1 200 zaměstnanců, ti jsou zde ubytováni. Základna není přístupná veřejnosti a je přísně střežená.

## Historie působení
9. prosince 1966 australská vláda podepsala veřejnou dohodu s vládou Spojených států o vybudování satelitové základny v Pine Gap.
Ve 20. století na vrcholu studené války byl Pine Gap používán USA ke špehování sovětských raketových testů, přičemž o tom s největší pravděpodobností Sověti věděli. Od rozpadu bývalého Sovětského svazu v roce 1991 se Pine Gap rozšířila. Pravděpodobně hrála důležitou roli ve válce USA proti Iráku a ve „válce proti terorismu“ Pentagonu.
Dříve existoval, ale i nyní existuje k Pine Gap jistý odpor. Od 80. let 20. století protijaderní a míroví aktivisté často proti Pine Gap protestovali a v roce 2005 do základny vnikli čtyři míroví aktivisté protestující proti zapojení Austrálie ve válce v Iráku. V minulosti byl Pine Gap předmětem intenzivní politické debaty, přičemž někteří australští politici, jako např. Gough Whitlam, mluvili o uzavření základny. Dnes má však Pine Gap podporu obou stran.[zdroj?]